# Voksa (île)
Voksaest une petite île du comté de Møre og Romsdal, sur la côte de la mer de Norvège. L'île fait partie la commune de  Sande.

## Description
L'île de 1,3 km2 se trouve à environ 2 kilomètres à l'est de l'île de Kvamsøya, à environ 1,5 kilomètre au sud de l'île de Sandsøya, à environ 3,3 kilomètres à l'ouest de la plus grande île de Gurskøya, et à environ 1,5 kilomètre  au nord du village continental d'Åram (en) dans la municipalité voisine de Vanylven.
L'île est assez plate à l'exception d'une colline de 52 mètres de haut le long de la rive sud. Il y a quelques habitants de l'île, dispersés dans plusieurs fermes de l'île. Depuis 1965, il y a eu une liaison route-pont de 2,5 kilomètres de long vers l'île de Sandsøya (au nord). Les habitants de Sandsøya doivent se rendre à Voksa pour rejoindre la seule liaison régulière par ferry vers les îles. Le ferry relie les îles de Kvamsøya, Voksa et Gurskøya ainsi qu'à Åram sur le continent.